# Список глав правительства Лаоса
Список глав правительства Лаоса включает лиц, являвшихся главой правительства Лаосской Народно-Деморатической Республики (лаос. ສາທາລະນະລັດ ປະຊາທິປະໄຕ ປະຊາຊົນລາວ) со времени создания общенационального лаосского государства в 1945 году. В настоящее время положение главой правительства является Премьер-министр Лаосской Народно-Демократической Республики (лаос. ນາຍົກລັດຖະມົນຕີ ແຫ່ງ ສາທາລະນະລັດ ປະຊາທິປະໄຕ ປະຊາຊົນລາວ), чьё положение в системе государственной власти определяет конституция страны, принятая в силу 14 августа 1991 года. Установлен пятилетний электоральный цикл Верховной народной ассамблеи (парламента), имеющей полномочия назначения премьер-министра, однако в условия однопартийной системы с правящей Народно-революционной партией Лаоса де-факто определяющее значение в формировании государственных органов имеют решения руководящих партийных органов.
Применённая в первых столбцах таблиц нумерация является условной. Также условным является использование в первых столбцах цветовой заливки, служащей для упрощения восприятия принадлежности лиц к различным политическим силам без необходимости обращения к столбцу, отражающему партийную принадлежность, независимый статус политика или статус военнослужащего, если вооружённые силы играли самостоятельную политическую роль. В столбце «Выборы» отражены состоявшиеся выборные процедуры либо иные основания получения главой правительства полномочий. Приведённые в преамбулах к каждому из разделов описания этих периодов призваны пояснить особенности политической жизни страны.

## Королевство Луангпхабанг (1945)

Флаг государства

С конца 1940 года на территории Индокитая по договорённости с вишистской Францией были размещены подразделения Императорской армии Японии. 21 августа 1941 года наследный принц Королевства Луангпхабанг (лаос. ພຣະຣາຊອານາຈັກຫລວງພະບາງ) Саванг Ватхана подписал с французским верховным резидентом соглашение, присоединяющее к королевству значительные территории и наделяющее протекторат Лаос (лаос. ລາວໃນອາລັກຂາຝຣັ່ງ), объединявший контролируемые Францией лаосские земли, статусом, равным Камбодже и Аннаму. Одновременно упахат Петсарат Ратанавонгса был назначен премьер-министром Луангпхабанга. В марте 1945 года японцы интернировали французских граждан и вынудили короля Сисаванга Вонга обнародовать 8 апреля прокламацию о прекращении французского протектората, одновременно приняв королевство в Великую восточноазиатскую сферу сопроцветания. Прекращение протектората было прокламировано как над Луангпхабангом, так и вообще над Лаосом, что позволило Петсарату исходить из того, что власть его правительства отныне распространяется де-юре на весь Лаос.
После капитуляции Японии в августе король договорился с французами о возвращении стране прежнего статуса вопреки настояниям Петсарата, разославшего телеграммы губернаторам провинций с уведомлением, что японская капитуляция не влияет на её независимый статус. 15 сентября он провозгласил объединение Луангпхабанга с другими лаосскими провинциями, что привело 10 октября к его смещению королём с поста премьер-министра. В ответ созданное националистами движение Лао Иссара (Свободный Лаос, лаос. ລາວອິດສະລະ) установило контроль над правительством и подтвердило 12 октября 1945 года независимость страны.
|        | Портрет | Имя (годы жизни)                                                          | Полномочия    | Полномочия      | Выборы      | Пр.         |
| Начало | Портрет | Имя (годы жизни)                                                          | Окончание     |                 | Выборы      | Пр.         |
| ------ | ------- | ------------------------------------------------------------------------- | ------------- | --------------- | ----------- | ----------- |
| 1      |         | принц, упахат Петсарат Ратанавонгса (1890—1959) лаос. ເພັດຊະຣາດ ຣັດຕະນະວົງສາ | 8 апреля 1945 | 10 октября 1945 | [ комм. 6 ] | [ 4 ] [ 5 ] |

## Правительство Лао Иссара (1945—1946)
Объединившее националистов движение Лао Иссара (Свободный Лаос, лаос. ລາວອິດສະລະ), установив контроль над правительством и подтвердив 12 октября 1945 года независимость страны, создало правительство во главе с принцем Кхамао, а 20 октября объявило о низложении короля Сисаванга Вонга и поместило его под стражу, провозгласив главой государства упахата Петсарата Ратанавонгсу. В марте 1946 года французы заключили соглашение с китайцами (разоружавшими японский контингент по поручению союзников и занявшими значительную часть страны), вернув к маю контроль над Лаосом. Руководство Лао Иссара, включая членов кабинета, выехало в Таиланд 24 апреля 1946 года, где создало правительство в изгнании. После подписания франко-лаосской генеральной конвенции о вхождении Королевства Лаос в качестве конституционной монархии и ассоциированного государства во Французский союз, это правительство самораспустилось 25 октября 1949 года, посчитав цели Лао Иссара достигнутыми и получив королевскую амнистию.
Курсивом и серым цветом выделены даты начала и окончания правительства в изгнании.
|          | Портрет        | Имя (годы жизни)                                      | Полномочия      | Полномочия     | Партия     | Выборы       | Пр.   |
| Начало   | Портрет        | Имя (годы жизни)                                      | Окончание       |                | Партия     | Выборы       | Пр.   |
| -------- | -------------- | ----------------------------------------------------- | --------------- | -------------- | ---------- | ------------ | ----- |
| 2 (I—II) |                | принц, пхая Кхамао Виллай (1892—1965) лаос. ຄຳມ້າວ ວິໄລ | 12 октября 1945 | 23 апреля 1946 | Лао Иссара | [ комм. 11 ] | [ 7 ] |
| 2 (I—II) | 23 апреля 1946 | принц, пхая Кхамао Виллай (1892—1965) лаос. ຄຳມ້າວ ວິໄລ | 25 октября 1949 | [ комм. 13 ]   | Лао Иссара |              | [ 7 ] |

## Королевство Лаос (1946—1975)
Одновременно с бегством в Таиланд руководства движения Лао Иссара с провозглашённым ими главой государства принцем Петсаратом Ратанавонгсой король Сисаванг Вонг восстановил 23 апреля 1946 года своё положение на троне и назначил главой правительства принца Кидавонга. 27 августа с Францией было подписано соглашение о признании ею единства Лаоса с центральным правительством под эгидой монархии Луангпхабанга, с Сисавангом Вонгом в качестве короля Лаоса. В Королевстве Лаос (лаос. ພຣະຣາຊອານາຈັກລາວ) 15 декабря состоялись выборы в Конституционную Ассамблею, разработанная ею конституция была принята 11 мая 1947 года, 24 августа на беспартийной основе прошли первые парламентские выборы. Конституция предусматривала включение страны в состав Французского союза в качестве ассоциированного государства (было реализовано 19 июля 1949 года) и сохранение за Францией как полномочий в области обороны Лаоса, так и иных полномочий через федеральную администрацию Индокитайской Федерации.

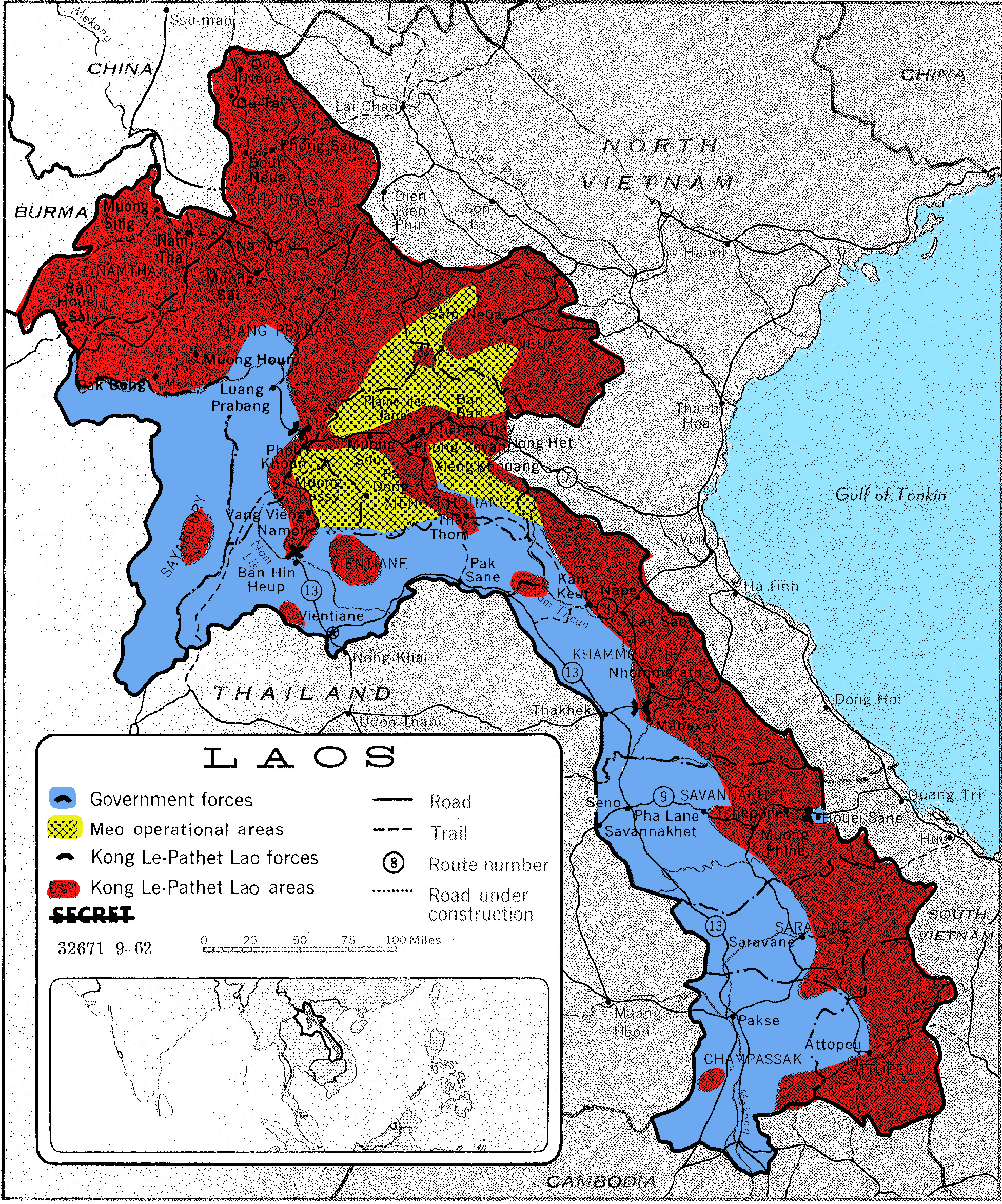
Зоны контроля (1962):
КА
НОАЛ
НВС

С завершением передачи французских полномочий королевскому правительству 22 октября 1953 года был подписан Договор о дружбе и сотрудничестве между Лаосом и Францией, признававший независимость королевства. После вывода французских войск с территории Лаоса страна осталась разделённой, её северо-восток контролировал Фронт освобождения (ФОЛ), объединивший 13 мая 1950 года патриотические группы, ведущие вооружённую борьбу с правительством. Его Центральный комитет и созданное ФОЛ правительство национального единства возглавил принц Суфанувонг, входивший ранее в бангкокское правительство в изгнании. ФОЛ был отстранен от участия в выборах 1955 года, после чего на съезде 6 января 1956 года по инициативе входящей в него марксистской Народной партии Лаоса ФОЛ был преобразован в Патриотический фронт Лаоса (ПФЛ) с вооружённым крылом — Народно-освободительной армией Лаоса (НОАЛ). В результате переговоров о политическом урегулировании между воюющими сторонами было достигнуто перемирие и сформировано правительство национального единства во главе с принцем Суванной Фумой, включавшее представителей от ПФЛ, однако 17 августа 1958 года оно было распущено, а лидеры ПФЛ вскоре арестованы, после чего в стране возобновилось военное противостояние. После смерти 29 октября 1959 года короля и восшествия на престол его сына позиции правых политиков усилились, 31 декабря 1959 года гражданское правительство было смещено военными по инициативе Комитета защиты национальных интересов, которое и выиграло состоявшиеся 24 апреля 1960 года выборы, усилив противостояние королевской армии (КА) и НОАЛ.
9 августа 1960 года командир десантного батальона Конг Ле установил контроль над столицей и с лозунгом прекращения боевых действий и внешнего вмешательства (Вьетнама и США) объявил о создании революционного правительства во главе с принцем Суванной Фумой. Он получил поддержку короля, узаконившего назначение принца премьер-министром, 7 октября установившим дипломатические отношения с СССР (что позволило в дальнейшем опираться на военно-политическую поддержку социалистических стран). В декабре созданные Конг Ле Нейтральные вооружённые силы (НВС), ставшие новой силой развернувшейся гражданской войны, были вынуждены оставить Вьентьян, который перешёл под контроль генерала Фуми Носавана, добившегося назначения главой правительства принца Буна Ума. Для урегулирования лаосской проблемы в Женеве в 1962 году было созвано международное совещание, которое выработало Декларацию о нейтралитете Лаоса, по которой государства—участники взяли на себя обязательство уважать суверенитет, территориальную целостность, независимость и нейтралитет Лаоса, не создавать на его территории военных баз и не вмешиваться во внутренние дела страны. Для выполнения соглашения было создано новое правительство национального единства, сохранявшее полномочия до окончания гражданской войны в 1975 году вне зависимости от результатов парламентских выборов (1965, 1967, 1972 годы) и военных переворотов или их попыток (1964, 1965, 1966, 1973 годы). На практике принятые в Женеве обязательства игнорировались, в особенности США, осуществлявшими бомбардировки контролируемых ПФЛ районов, внутри страны правительству приходилось лавировать между силами, ведущими вооружённую борьбу, его состав значительно менялся из-за гибели политиков, их раскола или сближения, изменений военной ситуации, связанных с событиями интернационализированной Второй Индокитайской войны. В 1973 году были подписаны Парижское соглашение о прекращении войны и восстановлении мира во Вьетнаме (27 января) и Соглашение о восстановлении мира и достижении национального согласия в Лаосе (21 февраля), в результате которых США отказались от прямого участия в индокитайском конфликте, что привело в 1975 году к объединению каждой из трёх стран полуострова коммунистическими силами. В Лаосе в мае 1975 года НОАЛ вошла в крупные южные города, в начале июня — в королевский Луангпхабанг, 23 августа ПФЛ завершило захват местной власти, передав управление столицей революционному комитету. Способствуя интеграции НОАЛ и КА, в подразделениях последней были введены «советники». 2 декабря принцы Суванна Фума (премьер-министр) и Суфанувонг (председатель ЦК ПФЛ), вылетев в Луангпрабанг, убедили короля отречься от престола. Созванный ПФЛ Национальный конгресс народных представителей принял решение о ликвидации монархии и об образовании Лаосской Народно-Демократической Республики.
Курсивом и серым цветом выделены даты начала и окончания Кунима Пхонласене, назначенного премьер-министром при смещении революционного правительства 1960 года, но не получившего признания.
|              | Портрет         | Имя (годы жизни)                                                  | Полномочия      | Полномочия | Партия                                                                          | Выборы       | Пр.    |
| Начало       | Портрет         | Имя (годы жизни)                                                  | Окончание       | | Партия                                                                          | Выборы       | Пр.    |
| ------------ | --------------- | ----------------------------------------------------------------- | --------------- | --- | ------------------------------------------------------------------------------- | ------------ | ------ |
| 3            |                 | принц, йао Кидавонг (1900—1951) лаос. ກິດາວົງ                       | 23 апреля 1946  | 15 марта 1947                                                                                                  | независимый                                                                     | [ комм. 23 ] | [ 17 ] |
| 4            |                 | принц, йао Суванналат (1893—1960) лаос. ສຸວັນນະລາດ                  | 15 марта 1947   | 25 марта 1948                                                                                                  | независимый                                                                     | [ комм. 24 ] | [ 18 ] |
| 5 (I)        |                 | принц Бун Ум На Тямпасак (1912—1980) лаос. ບຸນອຸ້ມ ນະ ຈຳປາສັກ         | 25 марта 1948   | 24 февраля 1950                                                                                                | независимый                                                                     | 1947         | [ 19 ] |
| 6 (I)        |                 | принц Фуи Сананикон (1903—1983) лаос. ຜຸຍ ຊະນະນິກອນ                 | 24 февраля 1950 | 15 октября 1951                                                                                                | Партия независимости                                                            | 1947         | [ 20 ] |
| 7 (I)        |                 | принц Суванна Фума (1901—1984) лаос. ສຸວັນນະພູມາ                     | 15 октября 1951 | 20 октября 1954                                                                                                | Национальная прогрессивная партия                                               | 1951         | [ 21 ] |
| 8            |                 | Катай Дон Сасорит (1904—1959) лаос. ກະຕ່າຍ ໂດນສະໂສລິດ               | 20 октября 1954 | 21 марта 1956                                                                                                  | Национальная прогрессивная партия                                               | 1951         | [ 22 ] |
| 7 (II—IV)    |                 | принц Суванна Фума (1901—1984) лаос. ສຸວັນນະພູມາ                     | 21 марта 1956   | 9 августа 1957                                                                                                 | Национальная прогрессивная партия                                               | 1955         | [ 21 ] |
| 7 (II—IV)    | 9 августа 1957  | принц Суванна Фума (1901—1984) лаос. ສຸວັນນະພູມາ                     | 18 ноября 1957  | Национальная прогрессивная партия правительство национального единства с участием Патриотического фронта Лаоса | [ комм. 25 ]                                                                    |              | [ 21 ] |
| 7 (II—IV)    | 18 ноября 1957  | принц Суванна Фума (1901—1984) лаос. ສຸວັນນະພູມາ                     | 17 августа 1958 | Национальная прогрессивная партия правительство национального единства с участием Патриотического фронта Лаоса | [ комм. 25 ]                                                                    |              | [ 21 ] |
| 6 (II)       |                 | принц Фуи Сананикон (1903—1983) лаос. ຜຸຍ ຊະນະນິກອນ                 | 17 августа 1958 | 31 декабря 1959                                                                                                | Объединение народа Лаоса в коалиции с Комитетом защиты национальных интересов   | 1958         | [ 20 ] |
| 9            |                 | Сунтон Патхаммавонг (1911—1985) лаос. ສຸນທອນ ປະຖຳມະວົງ              | 31 декабря 1959 | 7 января 1960                                                                                                  | военный                                                                         | [ комм. 28 ] | [ 23 ] |
| 10           |                 | Ку Апхай (1892—1964) лаос. ກຸ ອະໄພ                                 | 7 января 1960   | 3 июня 1960 | независимый                                                                     | [ комм. 29 ] | [ 24 ] |
| 11           |                 | принц, йао Сомнит Вонгкотраттана (1913—1975) лаос. ສົມສນິດ ວົງກົຕຣັຕນະ | 3 июня 1960     | 15 августа 1960                                                                                                | Комитет защиты национальных интересов                                           | 1960         | [ 25 ] |
| 7 (V—VI)     |                 | принц Суванна Фума (1901—1984) лаос. ສຸວັນນະພູມາ                     | 9 августа 1960  | 31 августа 1960                                                                                                | независимый                                                                     | [ комм. 32 ] | [ 21 ] |
|              | 31 августа 1960 | принц Суванна Фума (1901—1984) лаос. ສຸວັນນະພູມາ                     | 13 декабря 1960 | Объединение народа Лаоса (коалиционное правительство)                                                          | [ комм. 34 ]                                                                    |              | [ 21 ] |
| —            |                 | Куним Пхонласене (1915—1963) лаос. ກວີນິມ ພົລເສນາ                    | 10 декабря 1960 | 13 декабря 1960                                                                                                | Партия мира и нейтралитета                                                      | [ комм. 35 ] | [ 26 ] |
| 5 (II)       |                 | принц Бун Ум На Тямпасак (1912—1980) лаос. ບຸນອຸ້ມ ນະ ຈຳປາສັກ         | 13 декабря 1960 | 23 июня 1962                                                                                                   | независимый                                                                     | [ комм. 36 ] | [ 19 ] |
| 7 (VII—VIII) |                 | принц Суванна Фума (1901—1984) лаос. ສຸວັນນະພູມາ                     | 23 июня 1962    | июнь 1974 | Лаосская нейтральная партия (коалиционное правительство национального единства) | [ комм. 38 ] | [ 21 ] |
| 7 (VII—VIII) | 1965            | принц Суванна Фума (1901—1984) лаос. ສຸວັນນະພູມາ                     | 23 июня 1962    | июнь 1974 | Лаосская нейтральная партия (коалиционное правительство национального единства) |              | [ 21 ] |
| 7 (VII—VIII) | 1967            | принц Суванна Фума (1901—1984) лаос. ສຸວັນນະພູມາ                     | 23 июня 1962    | июнь 1974 | Лаосская нейтральная партия (коалиционное правительство национального единства) |              | [ 21 ] |
| 7 (VII—VIII) | 1972            | принц Суванна Фума (1901—1984) лаос. ສຸວັນນະພູມາ                     | 23 июня 1962    | июнь 1974 | Лаосская нейтральная партия (коалиционное правительство национального единства) |              | [ 21 ] |
| 7 (VII—VIII) | июнь 1974       | принц Суванна Фума (1901—1984) лаос. ສຸວັນນະພູມາ                     | 2 декабря 1975  | Лаосская нейтральная партия (двухфракционное Временное правительство национального союза)                      | [ комм. 40 ]                                                                    |              | [ 21 ] |

## Лаосская Народно-Демократическая Республика (с 1975)

Флаг ЛНДР

В ноябре 1975 года в обстановке внутриполитического противостояния Патриотический фронт Лаоса (ПФЛ) созвал Национальный конгресс народных представителей. 2 декабря принцы Суванна Фума (премьер-министр) и Суфанувонг (председатель ЦК ПФЛ), вылетев в Луангпрабанг, убедили короля Саванга Ватхану отречься от престола. Конгресс принял решение о ликвидации монархии и об образовании Лаосской Народно-Демократической Республики (лаос. ສາທາລະນະລັດ ປະຊາທິປະໄຕ ປະຊາຊົນລາວ, ЛНДР), была создана республиканская система органов власти, установлена однопартийная система. Суфануонг был избран президентом страны, генеральный секретарь вышедшей из подполья движущей силы ПФЛ Народно-революционной партии Лаоса (НРПЛ) Кейсон Фомфихан возглавил правительство, советником которого стал его предшественник Суванна Фума. С сентября 1982 года по 14 августа 1991 года, когда Верховная народная ассамблея единогласно одобрила первую конституция ЛНДР, пост главы правительства назывался Председатель Совета министров Лаосской Народно-Демократической Республики (лаос. ປະທານສະພາລັດຖະມົນຕີ ແຫ່ງ ສາທາລະນະລັດ ປະຊາທິປະໄຕ ປະຊາຊົນລາວ). В принятой конституции НРПЛ была названа «ведущей силой политической системы». Было декларировано равенство всех экономических укладов, действующих на основе рыночных механизмов и сотрудничающих «в деле расширения производства и бизнеса под контролем государства на пути к социализму».
|           | Портрет | Имя (годы жизни)                                                                           | Полномочия      | Полномочия      | Партия                             | Выборы       | Пр.    |
| Начало    | Портрет | Имя (годы жизни)                                                                           | Окончание       |                 | Партия                             | Выборы       | Пр.    |
| --------- | ------- | ------------------------------------------------------------------------------------------ | --------------- | --------------- | ---------------------------------- | ------------ | ------ |
| 12 (I—II) |         | Кейсон Фомфихан (1920—1992) лаос. ໄກສອນ ພົມວິຫານ урожд. Нгуен Кай Шонг вьет. Nguyen Cai Song | 8 декабря 1975  | 15 августа 1991 | Народно-революционная партия Лаоса | [ комм. 41 ] | [ 27 ] |
| 12 (I—II) | 1989    | Кейсон Фомфихан (1920—1992) лаос. ໄກສອນ ພົມວິຫານ урожд. Нгуен Кай Шонг вьет. Nguyen Cai Song | 8 декабря 1975  | 15 августа 1991 | Народно-революционная партия Лаоса |              | [ 27 ] |
| 13 (I—II) |         | Кхамтай Сипхандон (1924—2025) лаос. ຄຳໄຕ ສີພັນດອນ                                            | 15 августа 1991 | 24 февраля 1998 | Народно-революционная партия Лаоса | [ комм. 42 ] | [ 28 ] |
| 13 (I—II) | 1992    | Кхамтай Сипхандон (1924—2025) лаос. ຄຳໄຕ ສີພັນດອນ                                            | 15 августа 1991 | 24 февраля 1998 | Народно-революционная партия Лаоса |              | [ 28 ] |
| 14        |         | Сисават Кеобунпхан (1928—2020) лаос. ສີສະຫວາດ ແກ້ວບຸນພັນ                                       | 24 февраля 1998 | 27 марта 2001   | Народно-революционная партия Лаоса | 1997         | [ 29 ] |
| 15 (I—II) |         | Буннянг Ворачит (1937—) лаос. ບຸນຍັງ ວໍລະຈິດ                                                   | 27 марта 2001   | 8 июня 2006     | Народно-революционная партия Лаоса | 1997         | [ 30 ] |
| 15 (I—II) | 2002    | Буннянг Ворачит (1937—) лаос. ບຸນຍັງ ວໍລະຈິດ                                                   | 27 марта 2001   | 8 июня 2006     | Народно-революционная партия Лаоса |              | [ 30 ] |
| 16        |         | Буасон Буппхаван (1954—) лаос. ບົວສອນ ບຸບຜາວັນ                                                | 8 июня 2006     | 23 октября 2010 | Народно-революционная партия Лаоса | 2006         | [ 31 ] |
| 17 (I—II) |         | Тхонгсинг Тхаммавонг (1944—) лаос. ທອງສິງ ທຳມະວົງ                                            | 23 октября 2010 | 19 апреля 2016  | Народно-революционная партия Лаоса | 2006         | [ 32 ] |
| 17 (I—II) | 2011    | Тхонгсинг Тхаммавонг (1944—) лаос. ທອງສິງ ທຳມະວົງ                                            | 23 октября 2010 | 19 апреля 2016  | Народно-революционная партия Лаоса |              | [ 32 ] |
| 18        |         | Тхонглун Сисулит (1945—) лаос. ທອງລຸນ ສີສຸລິດ                                                  | 19 апреля 2016  | 22 марта 2021   | Народно-революционная партия Лаоса | 2016         | [ 33 ] |
| 19        |         | Пханкхам Вибхаван (1951—) лаос. ພັນຄຳ ວິພາວັນ                                                 | 22 марта 2021   | 30 декабря 2022 | Народно-революционная партия Лаоса | 2021         | [ 34 ] |
| 20        |         | Сонексай Сипхандон (1966—) лаос. ສອນໄຊ ສີພັນດອນ                                              | 30 декабря 2022 | действующий     | Народно-революционная партия Лаоса | 2021         | [ 35 ] |